# Thalassoma bifasciatum
Thalassoma bifasciatum es una especie de peces de la familia Labridae en el orden de los Perciformes.

## Morfología
- Los machos pueden llegar alcanzar los 25 cm de longitud total.[1]

## Distribución geográfica
Se encuentra desde Bermuda y Florida (Estados Unidos) hasta el sur del Golfo de México, el Mar Caribe y el norte de Sudamérica .